# Hieroglyphodes assamensis
Hieroglyphodes assamensis är en insektsart som beskrevs av Boris Petrovich Uvarov 1922. Hieroglyphodes assamensis ingår i släktet Hieroglyphodes och familjen gräshoppor. Inga underarter finns listade i Catalogue of Life.